# Dreck (Refrath)
Dreck war ein Ortsteil im Gebiet des heutigen Stadtteils Refrath der Stadt Bergisch Gladbach  im Rheinisch-Bergischen Kreis.

## Lage und Beschreibung
Dreck lag südwestlich der Ortschaft Vürfels. Aufgrund der zunehmenden Besiedlung ist es nicht mehr als eigenständiger Wohnplatz wahrnehmbar.

## Geschichte
Der Ort wurde erstmals 1645 als Gut im Dreck genannt. Er ist auf der Preußischen Uraufnahme von 1840 als im Dreck verzeichnet. Ab der Preußischen Neuaufnahme von 1892 ist er auf Messtischblättern regelmäßig als Dreck oder ohne Namen verzeichnet.
| Jahr | Einwohner | Wohn- gebäude | Kategorie | Politische / kirchliche Zugehörigkeit                           |
| ---- | --------- | ------------- | --------- | --------------------------------------------------------------- |
| 1845 | 30        | 5             | Bauergut  | Bürgermeisterei Bensberg, Pfarre Bensberg, Bezeichnung im Dreck |
| 1885 | 28        | 3             | Ortschaft | Bürgermeisterei Bensberg, Kirchspiel Refrath                    |
| 1895 | 36        | 7             | Ortschaft | Bürgermeisterei Bensberg, Kirchspiel Refrath                    |
| 1905 | 34        | 7             | Ortschaft | Bürgermeisterei Bensberg, katholische Pfarre Refrath            |